# Cité de l'Alma
La cité de l'Alma est une voie du 7e arrondissement de Paris, en France.

## Situation et accès
La cité de l'Alma est une voie privée située dans le 7e arrondissement de Paris. Elle débute au 4, avenue Bosquet et se termine au 9, avenue Rapp.

## Origine du nom
Son nom commémore la bataille de l'Alma (1854) pendant la guerre de Crimée.

## Historique
Cette voie est ouverte sous sa dénomination actuelle en 1859.